# 双晶
双晶（そうしょう、英: twin, crystal twinning）は鉱物の結晶の特殊な例の1つ。2つ以上の同種の単結晶が、ある一定の角度で規則性を持って接合したものである。

## 概要
双晶は、2つ以上の同種の単結晶が、ある一定の角度で規則性を持って接合したものである。接合部が軸の場合は、その軸を双晶軸と呼び、平面の場合は、その平面を双晶面と呼ぶ。また、結晶の種類が2つの場合を三連双晶、3つの場合を四連双晶、4つ以上の場合を集片双晶と呼び、結晶が双晶面で結合している場合を接合双晶、互いに貫入し合っている場合を貫入双晶と呼ぶ。更に、結晶が大きな粒子の繰り返しである場合を繰り返し双晶と呼び、鉱物の種類（性質）によって特有の双晶の構造を持っているものもある。
似たような結晶構造を持っている単結晶とは、180°以上の面角を持つか否かと言う点で区別される。

## 水晶の双晶

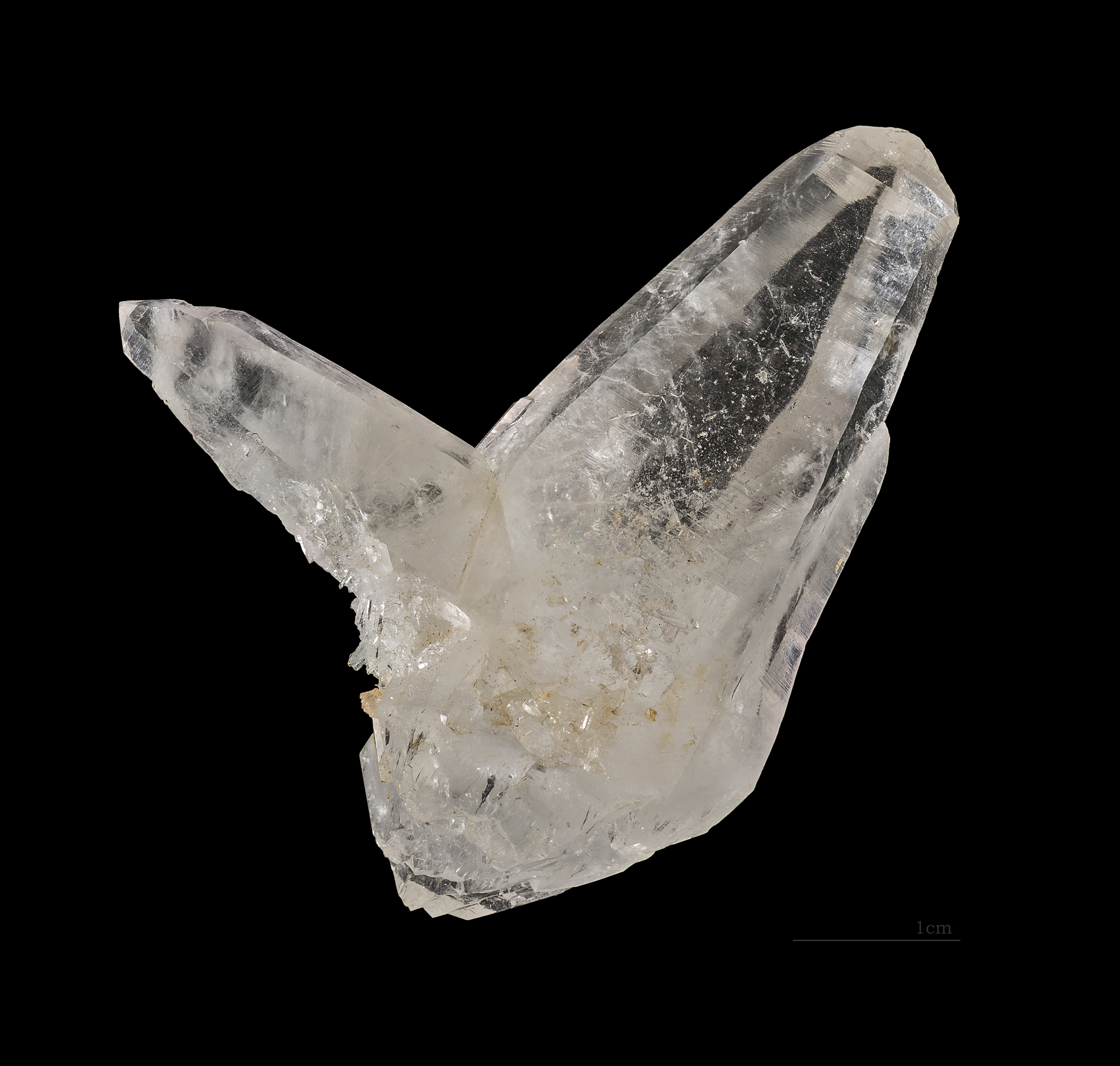
水晶の日本式双晶

水晶の双晶は十数種類あるといわれており、代表的なものには日本式双晶、ドフィーネ式双晶、ブラジル式双晶などがある。
日本式双晶は2つの結晶が84°33′の角度で接合したものである。その形から「平板式夫婦水晶」とも呼ばれ、2つの結晶が丁度よく接合しているので、江戸時代には眼鏡に加工されることもあった。
ドフィーネ式双晶は同軸上に双晶となるため、一目では判別しにくいが、水晶の柱面の隅には小さな面ができることがある。この面は単結晶の場合には柱面1つおきに左右どちらか片方にしかできないが、ドフィーネ式双晶ではその面が柱面ごとに左右どちらか同じ方向に連続して現れる。ただし6面全ての柱面に現れることはまれで、1箇所でも連続して現れればドフィーネ式双晶と認められる。
ブラジル式双晶も同軸式の双晶で、柱面の隅にできる小さな面が1つの柱面上に左右向かい合うように現れるので判別できる。ただし、これも柱面1つおきの3面全てに向かい合う小面が現れることはまれで、1つの面で確認できればブラジル式双晶と認めてよい。
ドフィーネ式双晶は右水晶同士、あるいは左水晶同士の双晶なのに対して、ブラジル式双晶は右水晶と左水晶が合わさった双晶である。

## 長石の双晶
長石の双晶としては、食い違い式のカルルスバット式双晶や結晶が重なるバベノ式双晶、他にマネバッハ式双晶などがある。

## 輝石や石膏の双晶
輝石や石膏の単結晶は平行四辺形になっており、双晶はこの結晶の真ん中で縦方向に鏡を立てた、矢筈のような形をしている。

## 三連貫入双晶
白鉛鉱・霰石などの斜方晶系の鉱物、また金紅石・キューバ鉱などは3つの結晶が組み合わさり、六角形の双晶を作ることがある。

## 十字状の双晶
十字石・灰十字沸石などは2つの結晶が組み合わさり、十字型の双晶をつくる。

### 書籍
- 堀秀道『堀秀道の水晶の本』草思社、2010年1月（原著2009年12月22日）。ASIN 4794217404。ISBN 978-4-7942-1740-0。 NCID BB00827401。OCLC 676152382。全国書誌番号:21697602。
- 堀秀道『楽しい鉱物学：基礎知識から鑑定まで』草思社、1990年6月。ASIN 4794203799。ISBN 4-7942-0379-9。 NCID BN04839203。OCLC 674513370。全国書誌番号:90041270。
- 三省堂編修所（編修） 編『物理小事典』宮島龍興（監修）（第4版）、三省堂、2008年（原著1994年4月）。ASIN 4385240167。ISBN 978-4385240169。 NCID BN10774805。OCLC 675375379。全国書誌番号:94041161。
- 『マイペディア：小百科事典』（新装新訂版）平凡社、1996年6月（原著1995年8月）。ASIN 458209631X。ISBN 978-4582096316。 NCID BN13381820。
- 新村 出（編） 編『広辞苑』（第6版）岩波書店、2008年1月11日。ASIN 400080121X。ISBN 978-4-00-080121-8。 NCID BA38303698。OCLC 192094365。全国書誌番号:21370453。

### 原論文
- 根本 忠寛「紫蘇輝石と普通輝石との平行連晶によつて知られる斜方輝石の光學方位」『岩石礦物礦床學』第16巻第4号、日本鉱物科学会、1936年、178-183頁、doi:10.2465/ganko1929.16.178、ISSN 1883-0757、OCLC 920428611。